# Classe de différenciation
 (janvier 2017).
Les classes de différenciation ou clusters de différenciation (CD) sont des glycoprotéines membranaires classées selon une nomenclature utilisée pour l'identification et l'immunophénotypage de  cellules du système immunitaire, et jouant un rôle de marqueurs de coanticorps,. En termes de physiologie, les protéines de ces CD peuvent agir de nombreuses façons, souvent comme des récepteurs , molécules d'adhésion , enzymes ou des ligands importants pour la cellule. Une cascade de signaux est généralement initiée, modifiant le comportement de la cellule. Certaines protéines CD ne jouent pas de rôle dans la signalisation cellulaire, mais ont d'autres fonctions, telles que l'adhésion cellulaire.Plus de 1000 protéines sont présentes sur une ou des cellules du système immunitaire   , Le Human leukocyte differentiation antigen  a identifié plus de 400 molécules de cluster de différenciation.
L'utilisation de cette nomenclature étant relativement récente, les marqueurs ainsi qualifiés sont  aussi connus sous leurs anciens synonymes, qu'ils tendent à supplanter. Par exemple CD16b est aussi connu sous les noms de  Fc gamma RIIIb (FcγRIIIb), glycoprotéine membranaire liée au glycosylphosphatidylinositol ou encore 50-65kD,.
La liste des molécules CD humaines s'actualise chaque jour avec la recherche.

## Nomenclature
La nomenclature CD a été proposée et établie par le 1er groupe de travail et conférence internationale sur les antigènes des leucocytes humains, en réunion à Paris en 1982. Ce système cherchait à classifier de nombreux anticorps monoclonaux, produits par différents laboratoires du monde entier, vis-à-vis de divers antigènes de molécules de surface de leucocytes. Depuis lors, l'usage s'est étendu à divers autres types de cellules, et plus de 250 groupes et sous-groupes CD ont été identifiés. Les groupes de travail HLDA assignent chaque CD sur base de la même réactivité à un antigène humain sur au moins deux anticorps monoclonaux ; l'indicateur provisoire « w » (comme dans « CDw186 ») est parfois donné à un groupe médiocrement caractérisé ou n'étant représenté que par un seul anticorps monoclonal.

## Utilisations
On parle souvent des molécules CD quand il s'agit de trier des cellules par cytométrie en flux. On symbolise par un « + » ou un « − » la présence ou l'absence d'un marqueur sur une population, par exemple « CD34+CD31− » signifie que la population exprime le CD34, mais pas le CD31.
Les CD les plus connus et utilisés sont les CD3, CD4 et CD8, qui permettent de déterminer la formule lymphocytaire, essentielle pour surveiller l'évolution d'une infection à VIH. Certains CD sont tellement identifiés aux cellules qui les portent que ces populations n'ont pas d'autres noms. On parle ainsi de cellules T « CD4 » ou « CD8 ». De la même manière, certain CD sont synonymes d'un type cellulaire : parler des cellules CD3+ revient à parler des lymphocytes T. Ces marqueurs spécifiques ne sont pas la norme, et de nombreux CD sont partagés par des types cellulaires très différents.
Certaines molécules identifiées par un CD sont essentielles à la fonction des cellules (activation, migration, adhésion, etc.), mais pour d'autres leur fonction reste inconnue. Il existe de même des isoformes de certains CD, ce qui complique encore les classifications possibles. Enfin, la présence d'un marqueur CD à la surface d'une cellule ne détermine pas sa fonction, même si ce marqueur est connu par ailleurs pour posséder une activité précise.
Il est difficile, même pour le spécialiste, de déterminer quelles sont les molécules qui interagissent entre elles. C'est un des défauts de la dénomination en CD : il n'aide pas l'intuition. Comment deviner que le ligand du CD27 est le CD70, et que les CD80 et CD86 sont des ligands de CD28 et CD152 ? C'est pourquoi certain CD sont couramment appelés « ligand de CDXX ». C'est par exemple le cas du CD40-ligand, qui porte le nom standard de CD154. De même que pour les noms standards des cytokines et des chimiokines, certains noms d'usage demeurent, malgré la clusterisation des anticorps correspondants, par exemple TRAIL (CD253) ou CTLA-4 (CD152).
Enfin, certain marqueurs sont désignés du nom du clone antigénique monoclonal qui les reconnait. C'est par exemple le cas du marqueur B220 (CD45R chez la souris) ou du DX5 (CD49b chez la souris), comme ce fut longtemps le cas pour OKT3 (CD3 humain).